# 4,4'-二乙炔基联苯
4,4'-二乙炔基联苯是一种有机化合物，化学式为C16H10，它是二苯基丁二炔的同分异构体。它可以4,4'-二溴联苯和三甲基乙炔基硅烷在催化下反应，再与碱反应得到。它在八羰基二钴催化下可以聚合。